# Panorama (fotografi)

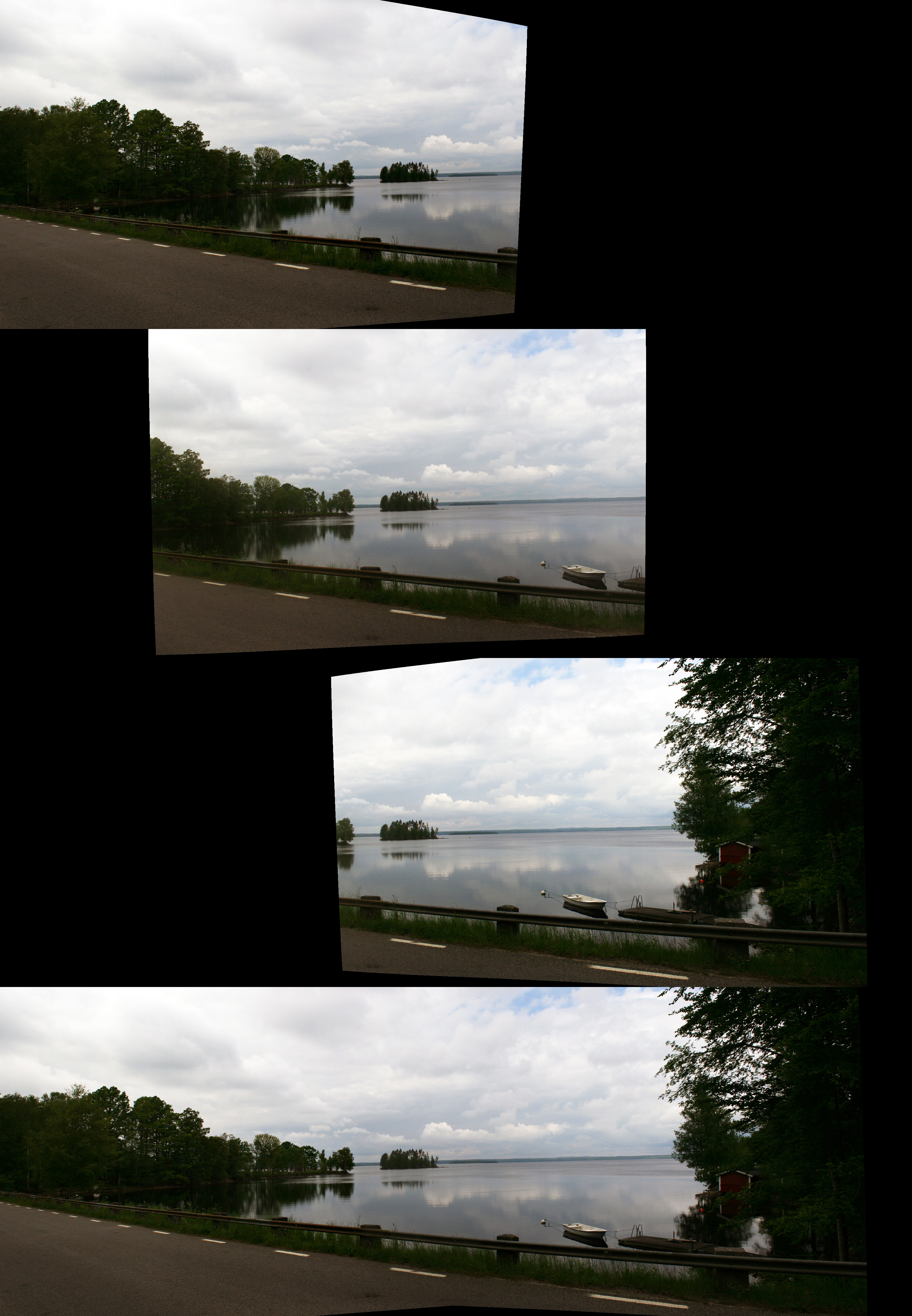
Tre foton kombinerade till ett panorama med ett datorprogram.

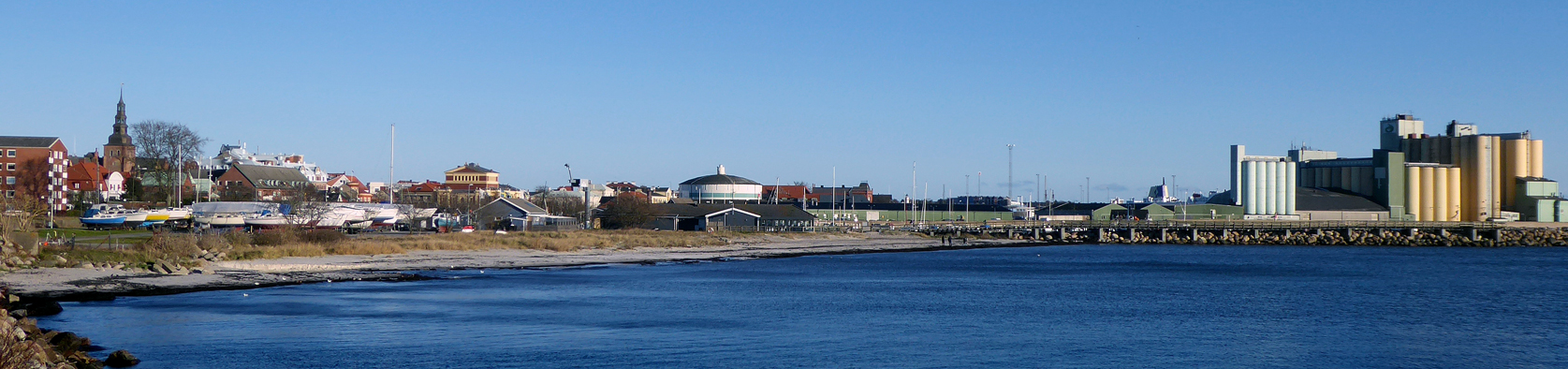
Panorama av Ystad sett från (väster) bostadsområdet Gjuteriet.

Panorama, av grekiskans pan+horama, "all"+"vy", är en obruten vy eller bild över ett helt större område, speciellt vyer över en vidare vinkel.
Panoramafotografering används till exempel för att få med hela motiv eller översiktsbilder över städer från utsiktsplatser etc. Att vrida kamera från höger till vänster eller vice versa kallas för att "panorera". (Att i stället vrida kameran uppåt eller nedåt kallas för att "tilta", anglicism av to tilt = luta.)

## Fotografering
Panoramabilder kan fotograferas med stillbildskameror. I dag görs flertalet panoramabilder med hjälp av digitalkameror där fotografen har tagit en serie bilder som sedan monteras ihop med hjälp av datorprogram.
Fotografering bör ske med ett stativ och mulet eller halvmulet väder rekommenderas, eventuell automatisk kamera ställs lämpligen i manuellt läge. Förutom stativ kan även vattenpass och gradskiva användas. Vid fotograferandet av stillbilder med en digital stillbildskamera som sedan monteras ihop med hjälp av mjukvara, underlättas arbetet en del om ett så kallat panoramahuvud används. Ett panoramahuvud monteras på stativet och ökar precisionen samt underlättar arbetet för fotografen. För fotograferingar av panoraman som täcker 360°/180° behövs även bilder som täcker zenit och nadir.
Disneyland i Anahiem har visning av panoramafilm på cirkelformad duk. Dessa filmer görs med synkroniserade filmkameror som hänger under en helikopter.

## Historik

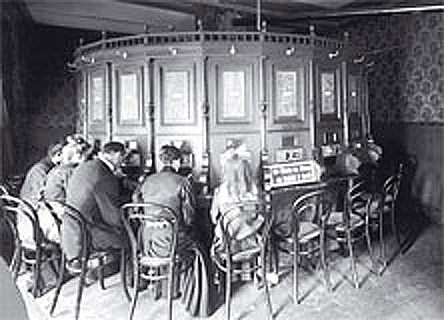
Ett så kallat "Kaiserpanorama" konstruerat av Fuhrmann. Wien ca 1900.

Massmediet Panorama var en föregångare till dagens biografer som konstruerades av den tyske entreprenören August Fuhrmann. Panoramorna var en sorts bildteatrar där publiken genom en sorts stereoskopisk kikare samtidigt kunde beskåda handkolorerade stillbilder av berömda platser och aktuella händelser. Furhmanns panoramor fanns i slutet av 1800-talet spridda över hela Centraleuropa.  I tysktalande länder kallades de "Kaiserpanorama" (Kejsarpanorama). I Stockholm öppnades ett Panorama i Hamngatsbacken 1889 av den tyske affärsmannen Robert Brehmer som köpt licens av konstruktören Fuhrmann.